# 에리히 베어
에리히 "에테" 베어(독일어: Erich "Ete" Beer, 1946년 12월 9일, 바이에른 주 노이슈타트 바이 코부르크 ~)는 독일의 전직 축구 선수이자 감독이다.

## 클럽 경력
베어는 노이슈타트 바이 코부르크 출신이다. 그는 에빙에서 축구를 시작해 1968년까지 노이슈타트-코부르크에서 활동했고, 분데스리가 무대에서 신고식을 치르고 뉘른베르크, 로트-바이스 에센, 그리고 헤르타 베를린에서 활약했다. 그는 이 구단들 소속으로 총 342번의 경기에 출전해 95골을 기록했다. 지다의 알-이티하드에서 활약한 베어는 1981년에 1860 뮌헨으로 이적해 1982년까지 활약했다.

## 국가대표팀 경력
1975년부터 1978년까지, 그는 서독 국가대표팀 경기에 24번 출전해 7골을 기록했다.

## 기타
베어는 언론에서 "베를린인 베어"(The Berliner Beer)로 수식되었지만, 지지자들은 그를 "에테"(Ete)로 불렀다. 그는 현재 뮌헨에 거주하고 있다.